# 2.ª etapa del Tour de Francia 2018
La 2.ª etapa del Tour de Francia 2018 tuvo lugar el 8 de julio de 2018 entre Mouilleron-Saint-Germain y La Roche-sur-Yon sobre un recorrido de 182,5 km y fue ganada al sprint por el ciclista eslovaco Peter Sagan del equipo Bora-Hansgrohe, quien se convirtió en el nuevo portador del maillot jaune.

## Clasificación de la etapa
| \| Clasificación de la etapa \| Clasificación de la etapa \| Clasificación de la etapa \| Clasificación de la etapa \| Clasificación de la etapa \| \| Ciclista \| Ciclista \| Equipo \| Tiempo \| \| \| ------------------------- \| ------------------------- \| ------------------------- \| ------------------------- \| ------------------------- \| \| 1.º \| Peter Sagan \| Bora-Hansgrohe \| 4 h 06 min 37 s \| \| \| 2.º \| Sonny Colbrelli \| Bahrain-Merida \| + 0 s \| \| \| 3.º \| Arnaud Démare \| Groupama-FDJ \| + 0 s \| \| \| 4.º \| André Greipel \| Lotto-Soudal \| + 0 s \| \| \| 5.º \| Alexander Kristoff \| UAE Team Emirates \| + 0 s \| \| \| 6.º \| Timothy Dupont \| Wanty-Groupe Gobert \| + 0 s \| \| \| 7.º \| Alejandro Valverde \| Movistar Team \| + 0 s \| \| \| 8.º \| Andrea Pasqualon \| Wanty-Groupe Gobert \| + 0 s \| \| \| 9.º \| John Degenkolb \| Trek-Segafredo \| + 0 s \| \| \| 10.º \| Philippe Gilbert \| Quick-Step Floors \| + 0 s \| \| |                    |                     |                 |
| |                    |                     |                 |
| Fuente: ProCyclingStats |                    |                     |                 |
| Clasificación de la etapa |                    |                     |                 |
| Ciclista | Ciclista           | Equipo              | Tiempo          |
| 1.º | Peter Sagan        | Bora-Hansgrohe      | 4 h 06 min 37 s |
| 2.º | Sonny Colbrelli    | Bahrain-Merida      | + 0 s           |
| 3.º | Arnaud Démare      | Groupama-FDJ        | + 0 s           |
| 4.º | André Greipel      | Lotto-Soudal        | + 0 s           |
| 5.º | Alexander Kristoff | UAE Team Emirates   | + 0 s           |
| 6.º | Timothy Dupont     | Wanty-Groupe Gobert | + 0 s           |
| 7.º | Alejandro Valverde | Movistar Team       | + 0 s           |
| 8.º | Andrea Pasqualon   | Wanty-Groupe Gobert | + 0 s           |
| 9.º | John Degenkolb     | Trek-Segafredo      | + 0 s           |
| 10.º | Philippe Gilbert   | Quick-Step Floors   | + 0 s           |

## Clasificaciones al final de la etapa

### Clasificación general(Maillot Jaune)
| \| Clasificación general \| Clasificación general \| Clasificación general \| Clasificación general \| Clasificación general \| \| Ciclista \| Ciclista \| Equipo \| Tiempo \| \| \| --------------------- \| --------------------- \| --------------------- \| --------------------- \| --------------------- \| \| 1.º \| Peter Sagan \| Bora-Hansgrohe \| 8 h 29 min 53 s \| \| \| 2.º \| Fernando Gaviria \| Quick-Step Floors \| + 6 s \| \| \| 3.º \| Sonny Colbrelli \| Bahrain-Merida \| + 10 s \| \| \| 4.º \| Marcel Kittel \| Katusha-Alpecin \| + 12 s \| \| \| 5.º \| Sylvain Chavanel \| Direct Énergie \| + 13 s \| \| \| 6.º \| Philippe Gilbert \| Quick-Step Floors \| + 14 s \| \| \| 7.º \| Geraint Thomas \| Team Sky \| + 15 s \| \| \| 8.º \| Oliver Naesen \| AG2R La Mondiale \| + 15 s \| \| \| 9.º \| Alexander Kristoff \| UAE Team Emirates \| + 16 s \| \| \| 10.º \| John Degenkolb \| Trek-Segafredo \| + 16 s \| \| |                    |                   |                 |
| |                    |                   |                 |
| Fuente: ProCyclingStats |                    |                   |                 |
| Clasificación general |                    |                   |                 |
| Ciclista | Ciclista           | Equipo            | Tiempo          |
| 1.º | Peter Sagan        | Bora-Hansgrohe    | 8 h 29 min 53 s |
| 2.º | Fernando Gaviria   | Quick-Step Floors | + 6 s           |
| 3.º | Sonny Colbrelli    | Bahrain-Merida    | + 10 s          |
| 4.º | Marcel Kittel      | Katusha-Alpecin   | + 12 s          |
| 5.º | Sylvain Chavanel   | Direct Énergie    | + 13 s          |
| 6.º | Philippe Gilbert   | Quick-Step Floors | + 14 s          |
| 7.º | Geraint Thomas     | Team Sky          | + 15 s          |
| 8.º | Oliver Naesen      | AG2R La Mondiale  | + 15 s          |
| 9.º | Alexander Kristoff | UAE Team Emirates | + 16 s          |
| 10.º | John Degenkolb     | Trek-Segafredo    | + 16 s          |

### Clasificación por puntos(Maillot Vert)
| Clasificación por puntos | Clasificación por puntos | Clasificación por puntos | Clasificación por puntos | Clasificación por puntos |
| Ciclista                 | Ciclista                 | Equipo                   | Puntos                   |                          |
| ------------------------ | ------------------------ | ------------------------ | ------------------------ | ------------------------ |
| 1.º                      | Peter Sagan              | Bora-Hansgrohe           | 104 pts                  |                          |
| 2.º                      | Fernando Gaviria         | Quick-Step Floors        | 78 pts                   |                          |
| 3.º                      | Alexander Kristoff       | UAE Team Emirates        | 53 pts                   |                          |
| 4.º                      | Arnaud Démare            | Groupama-FDJ             | 41 pts                   |                          |
| 5.º                      | André Greipel            | Lotto-Soudal             | 35 pts                   |                          |
| 6.º                      | Sonny Colbrelli          | Bahrain-Merida           | 30 pts                   |                          |
| 7.º                      | Marcel Kittel            | Katusha-Alpecin          | 28 pts                   |                          |
| 8.º                      | Sylvain Chavanel         | Direct Énergie           | 20 pts                   |                          |
| 9.º                      | Jérôme Cousin            | Direct Énergie           | 20 pts                   |                          |
| 10.º                     | Timothy Dupont           | Wanty-Groupe Gobert      | 19 pts                   |                          |

### Clasificación de la montaña(Maillot à Pois Rouges)
| Clasificación de la montaña | Clasificación de la montaña | Clasificación de la montaña | Clasificación de la montaña | Clasificación de la montaña |
| Ciclista                    | Ciclista                    | Equipo                      | Puntos                      |                             |
| --------------------------- | --------------------------- | --------------------------- | --------------------------- | --------------------------- |
| 1.º                         | Dion Smith                  | Wanty-Groupe Gobert         | 1 pt                        |                             |
| 2.º                         | Kévin Ledanois              | Fortuneo-Samsic             | 1 pt                        |                             |

### Clasificación del mejor joven(Maillot Blanc)
| Clasificación del mejor joven | Clasificación del mejor joven | Clasificación del mejor joven | Clasificación del mejor joven | Clasificación del mejor joven |
| Ciclista                      | Ciclista                      | Equipo                        | Tiempo                        |                               |
| ----------------------------- | ----------------------------- | ----------------------------- | ----------------------------- | ----------------------------- |
| 1.º                           | Fernando Gaviria              | Quick-Step Floors             | 8 h 29 min 59 s               |                               |
| 2.º                           | Dylan Groenewegen             | LottoNL-Jumbo                 | + 10 s                        |                               |
| 3.º                           | Dion Smith                    | Wanty-Groupe Gobert           | + 10 s                        |                               |
| 4.º                           | Tiesj Benoot                  | Lotto-Soudal                  | + 10 s                        |                               |
| 5.º                           | Thomas Boudat                 | Direct Énergie                | + 10 s                        |                               |
| 6.º                           | Søren Kragh Andersen          | Team Sunweb                   | + 10 s                        |                               |
| 7.º                           | Anthony Turgis                | Cofidis, Solutions Crédits    | + 10 s                        |                               |
| 8.º                           | Rick Zabel                    | Katusha-Alpecin               | + 10 s                        |                               |
| 9.º                           | Nils Politt                   | Katusha-Alpecin               | + 10 s                        |                               |
| 10.º                          | Oliviero Troia                | UAE Team Emirates             | + 42 s                        |                               |

### Clasificación por equipos(Classement par Équipe)
| Clasificación por equipos | Clasificación por equipos  | Clasificación por equipos | Clasificación por equipos |
| Equipo                    | Equipo                     | Tiempo                    |                           |
| ------------------------- | -------------------------- | ------------------------- | ------------------------- |
| 1.º                       | Quick-Step Floors          | 25 h 30 min 27 s          |                           |
| 2.º                       | Wanty-Groupe Gobert        | + 0 s                     |                           |
| 3.º                       | Astana                     | + 0 s                     |                           |
| 4.º                       | Trek-Segafredo             | + 0 s                     |                           |
| 5.º                       | Bora-Hansgrohe             | + 0 s                     |                           |
| 6.º                       | Bahrain-Merida             | + 0 s                     |                           |
| 7.º                       | Katusha-Alpecin            | + 0 s                     |                           |
| 8.º                       | Dimension Data             | + 0 s                     |                           |
| 9.º                       | Team Sunweb                | + 0 s                     |                           |
| 10.º                      | Cofidis, Solutions Crédits | + 0 s                     |                           |

## Abandonos
- Tsgabu Grmay, abandono durante la etapa por fuertes dolores abdominales.[1]
- Luis León Sánchez, por caída aproximadamente a 40 km de meta.[2]